# Cellorigo
Cellorigo település Spanyolországban, La Rioja autonóm közösségben. Cellorigo Miranda de Ebro, Galbárruli, Fonzaleche, Foncea és Bugedo községekkel határos. Lakosainak száma 10 fő (2024).

## Népesség
A település népessége az elmúlt években az alábbi módon változott:
| Lakosok száma | 21   | 22   | 18   | 15   | 13   | 12   | 12   | 11   | 9    | 10   |
|               | 2001 | 2004 | 2007 | 2009 | 2012 | 2014 | 2017 | 2019 | 2022 | 2024 |